# Theo Snelders
Theodorus Gerardus Antonius (Theo) Snelders (Westervoort, 7 december 1963) is een voormalig Nederlands voetballer. Als doelman kwam hij in Nederland voornamelijk uit voor FC Twente en in Schotland voor Aberdeen FC. Snelders speelde één interland voor het Nederlands elftal. Hij maakte als reserve deel uit van de Nederlandse selectie tijdens het wereldkampioenschap voetbal 1994.

## Loopbaan

### FC Twente
Theo Snelders werd in de zomer van 1980 door FC Twente weggeplukt bij vierdeklasser SC Westervoort, waar hij als 15-jarige zijn debuut in het eerste had gemaakt. De doelverdediger had eerder in de interesse van zowel Twente als Vitesse gestaan, maar koos ervoor om eerst de Mavo af te ronden. Hij was aanvankelijk de derde keeper binnen de Twentse selectie, na André van Gerven en Eddie Pasveer, en maakte zijn speelminuten in het beloftenelftal. Toen Van Gerven in november 1980 geblesseerd raakte en Pasveer in de volgende wedstrijd niet wist te overtuigen, mocht Snelders op 14 december 1980 in een uitwedstrijd tegen Sparta zijn debuut maken. Met een leeftijd van 17 jaar en zeven dagen is hij de jongste doelman ooit die uitkwam voor FC Twente. Ook in de twee volgende wedstrijden stond Snelders in de basis.
In de volgende seizoenen kreeg Snelders mede door blessures van Van Gerven steeds meer speeltijd. Nadat FC Twente in 1983 naar de Eerste divisie degradeerde, werd Snelders definitief de eerste doelman en verdween Van Gerven naar Fortuna SC. Inmiddels was Snelders tevens doorgedrongen tot Jong Oranje, waarmee hij in 1983 speelde op het WK in Mexico. In 1984 promoveerde Snelders met Twente terug naar de Eredivisie. In november 1985 raakte hij geblesseerd aan een meniscus, waardoor hij de rest van het seizoen niet meer in actie kwam. In de aanloop naar het seizoen 1986/87 maakte hij zijn rentree en werd hij aanvoerder. Met Twente werd hij in 1987 zevende in de Eredivisie en in 1988 derde. Beide keren plaatste de ploeg zich voor de nacompetitie, maar wist het zich niet te kwalificeren voor Europees voetbal. Snelders was vanaf 1987 de doelverdediger van het Nederlands Olympisch elftal, dat zich echter niet wist te kwalificeren voor de Olympische Zomerspelen 1988.

### Schotland
In 1988 verkaste Snelders voor een transferbedrag van ongeveer één miljoen gulden naar het Schotse Aberdeen FC. Oud-manager van FC Twente Ton van Dalen had coach Alex Ferguson van Manchester United getipt. Ferguson trok echter Jim Leighton van Aberdeen aan en beval bij deze club vervolgens Snelders aan. Met Aberdeen kwam Snelders in zijn eerste seizoen uit in de UEFA Cup. In maart 1989 werd hij tevens voor het eerst geselecteerd voor het Nederlands elftal. Bij afwezigheid van Hans van Breukelen en Joop Hiele kreeg Snelders van coach Thijs Libregts de voorkeur boven Stanley Menzo en speelde hij op 22 maart 1989 tegen de Sovjet-Unie zijn eerste interland. De interlandloopbaan kreeg geen vervolg. In een WK-kwalificatiewedstrijd tegen West-Duitsland in april 1989 zou hij opnieuw op doel staan, maar werd hij daags voor de wedstrijd vervangen door Hiele toen hij samen met Libregts tot de conclusie kwam dat hij zich niet zeker genoeg voelde. Hij maakte geen deel uit van de selectie van Nederland tijdens de WK van 1990.
In Schotland werd Snelders aan het eind van seizoen 1988/89 uitgeroepen tot meest waardevolle speler in het Schotse betaald voetbal. In 1990 speelde hij een belangrijke rol bij het winnen van de Schotse beker, toen hij in de strafschoppenserie van de finale tegen Celtic de laatste strafschop van Celtic keerde. In 1990 won hij met Aberdeen tevens de Scottish League Cup. In augustus 1990 verlengde hij zijn contract tot 1993 en werd hij de best betaalde speler in de geschiedenis van de club. In 1993 verlengde hij zijn contract met nog eens drie jaar. In maart 1993 werd Snelders voor het eerst sinds 1989 opgeroepen voor het Nederlands elftal. Hij was reserve achter eerste doelman Ed de Goeij en maakte in die hoedanigheid ook deel uit van de Nederlandse selectie tijdens het wereldkampioenschap voetbal 1994. Na dit WK verloor hij zijn plaats binnen de selectie aan Edwin van der Sar.
In 1995 kwam het tot een conflict tussen Snelders en Aberdeen, toen de speler weigerde om nog voor de club uit te komen. Aberdeen hield volgens Snelders een transfer naar Glasgow Rangers tegen, ondanks dat hij een mondeling akkoord zou hebben dat hij bij interesse van de Rangers of een Engelse topclub weg zou mogen. Het geschil werd bijgelegd, maar op 29 maart 1996 kwam het alsnog tot een overgang. Een dag later maakte hij zijn debuut voor de Rangers tegen Raith Rovers. Bij de Rangers was Snelders de tweede doelman achter Andy Goram. In oktober 1996 stond hij opgesteld in het dubbele treffen met Ajax in de Champions League. In de ruim drie seizoenen dat Snelders bij Glasgow Rangers onder contract stond, kwam hij tot dertien competitieduels.

### Nadagen en trainersloopbaan
In 1999 keerde de op dat moment 35-jarige Snelders transfervrij terug naar Nederland en tekende hij een contract bij MVV. In 2000 degradeerde hij met MVV naar de Eerste divisie. In 2001 sloot hij zijn loopbaan af. Met zijn gezin verhuisde hij terug naar Twente en via tussenkomst van Issy ten Donkelaar werd hij bij FC Twente als keeperstrainer aangenomen. Bij Twente had hij onder andere Sander Boschker, Jelle ten Rouwelaar, Cees Paauwe en Nikolaj Michajlov onder zijn hoede.

## Clubstatistieken
| Seizoen | Club            | Competitie     | Duels | Goals |
| ------- | --------------- | -------------- | ----- | ----- |
| 1980/81 | FC Twente       | Eredivisie     | 4     | 0     |
| 1981/82 | FC Twente       | Eredivisie     | 15    | 0     |
| 1982/83 | FC Twente       | Eredivisie     | 17    | 0     |
| 1983/84 | FC Twente       | Eerste divisie | 32    | 0     |
| 1984/85 | FC Twente       | Eredivisie     | 34    | 0     |
| 1985/86 | FC Twente       | Eredivisie     | 12    | 0     |
| 1986/87 | FC Twente       | Eredivisie     | 34    | 0     |
| 1987/88 | FC Twente       | Eredivisie     | 28    | 0     |
| 1988/89 | Aberdeen FC     | Premier League | 36    | 0     |
| 1989/90 | Aberdeen FC     | Premier League | 23    | 0     |
| 1990/91 | Aberdeen FC     | Premier League | 21    | 0     |
| 1991/92 | Aberdeen FC     | Premier League | 21    | 0     |
| 1992/93 | Aberdeen FC     | Premier League | 41    | 0     |
| 1993/94 | Aberdeen FC     | Premier League | 33    | 0     |
| 1994/95 | Aberdeen FC     | Premier League | 24    | 0     |
| 1995/96 | Aberdeen FC     | Premier League | 28    | 0     |
| 1995/96 | Glasgow Rangers | Premier League | 2     | 0     |
| 1996/97 | Glasgow Rangers | Premier League | 4     | 0     |
| 1997/98 | Glasgow Rangers | Premier League | 7     | 0     |
| 1998/99 | Glasgow Rangers | Premier League | 0     | 0     |
| 1999/00 | MVV             | Eredivisie     | 27    | 0     |
| 2000/01 | MVV             | Eerste divisie | 11    | 0     |